# Nothofagus
Nothofagus Blume, 1850 è un genere di alberi, l'unico appartenente alla famiglia Nothofagaceae Kuprian., 1962
Comprende 38 specie di alberi, sia decidui che sempreverdi, comunemente noti come faggi australi o notofaggi, diffusi dell'emisfero australe.
Le larve di Heterobathmia si nutrono esclusivamente delle foglie di questi alberi.

## Descrizione
Le foglie sono dentate o intere, caduche o sempreverdi.
I fiori sono raccolti in infiorescenze unisessuali poco appariscenti (i fiori femminili possono essere anche isolati).
I frutti secchi sono noci piatte o triangolari riunite a gruppi di 2-7 entro cupole.

## Distribuzione e habitat
Le specie di questo genere crescono nelle foreste tropicali e temperate dell'emisfero australe: Sudamerica, Nuova Guinea, Australia, Nuova Caledonia e Nuova Zelanda. Nel corso dell'Eocene inferiore (circa 55 milioni di anni fa) moltissimi esemplari del genere Nothofagus costituivano vere e proprie foreste in Antartide, dove erano presenti almeno fino al Pliocene.

## Tassonomia
In questo genere sono riconosciute 38 specie:
- Nothofagus aequilateralis (Baum.-Bod.) Steenis
- Nothofagus alessandrii Espinosa
- Nothofagus alpina (Poepp. & Endl.) Oerst.
- Nothofagus antarctica (G.Forst.) Oerst.
- Nothofagus × apiculata (Colenso) Cockayne
- Nothofagus balansae (Baill.) Steenis
- Nothofagus baumanniae (Baum.-Bod.) Steenis
- Nothofagus betuloides (Mirb.) Oerst.
- Nothofagus × blairii (Kirk) Cockayne
- Nothofagus brassii Steenis
- Nothofagus carrii Steenis
- Nothofagus cliffortioides (Hook.f.) Oerst.
- Nothofagus codonandra (Baill.) Steenis
- Nothofagus crenata Steenis
- Nothofagus cunninghamii (Hook.) Oerst.
- Nothofagus discoidea (Baum.-Bod.) Steenis
- Nothofagus dombeyi (Mirb.) Oerst.
- Nothofagus flaviramea Steenis
- Nothofagus fusca (Hook.f.) Oerst.
- Nothofagus glauca (Phil.) Krasser
- Nothofagus grandis Steenis
- Nothofagus gunnii (Hook.f.) Oerst.
- Nothofagus × leoni Espinosa
- Nothofagus macrocarpa (A.DC.) F.M.Vázquez & R.A.Rodr.
- Nothofagus menziesii (Hook.f.) Oerst.
- Nothofagus moorei (F.Muell.) Krasser
- Nothofagus nitida (Phil.) Krasser
- Nothofagus nuda Steenis
- Nothofagus obliqua (Mirb.) Oerst.
- Nothofagus perryi Steenis
- Nothofagus pseudoresinosa Steenis
- Nothofagus pullei Steenis
- Nothofagus pumilio (Poepp. & Endl.) Krasser
- Nothofagus resinosa Steenis
- Nothofagus rubra Steenis
- Nothofagus rutila Ravenna
- Nothofagus solandri (Hook.f.) Oerst.
- Nothofagus × solfusca Allan
- Nothofagus starkenborghiorum Steenis
- Nothofagus stylosa Steenis
- Nothofagus truncata (Colenso) Cockayne
- Nothofagus womersleyi Steenis

In origine questo genere veniva incluso nelle Fagacee, ma fin dagli anni sessanta alcuni studiosi hanno contestato questa attribuzione, proponendo una famiglia separata, sempre all'interno dell'ordine delle Fagali e costituita solo da questo genere (Nothofagaceae). Il principale motivo di questa distinzione sono le caratteristiche del frutto.
La classificazione APG, sulla base di indagini filogenetiche, avvalora questa tesi; la classificazione APG IV del 2016 riconosce Nothofagaceae come famiglia a sé.

## Fossili
Secondo alcuni studiosi, le Fagali avrebbero avuto origine nell'Asia sud-orientale, durante il Cretaceo. Da qui, le Betulacee e le Fagacee avrebbero migrato verso nord, mentre un gruppo ristretto di specie (genere Nothofagus) avrebbe migrato verso sud.
Le specie fossili del genere Nothofagus o ad esso strettamente affini sono limitate all'emisfero australe; esistono peraltro reperti fossili, oltre che in Sudamerica e in Oceania, anche in India (allora parte del continente Gondwana) e in Africa, nonché nell'Antartide, il cui clima era un tempo assai più mite di oggi.